# Cephalorhizum turcomanicum
Cephalorhizum turcomanicum Popov – gatunek rośliny z rodziny ołownicowatych (Plumbaginaceae Juss.). Występuje naturalnie w Iranie oraz Turkmenistanie. 

## Morfologia
PokrójBylina bez wyraźnej łodygi.
LiścieZebrane w rozetę. Ich blaszka liściowa ma lancetowato łyżeczkowaty kształt. Mierzy 4–7 cm długości oraz 2–3 cm szerokości.
KwiatyPromieniste, obupłciowe, zebrane w kuliste kłosy o długości 20–40 cm, rozwijają się na szczytach pędów. Osadzone są na szypułkach dorastających do 50–90 cm długości. Płatki mają czerwonofioletową barwę.

## Biologia i ekologia
Rośnie na terenach skalistych oraz stokach.